# Alexander ALX200
De Alexander ALX200, beter bekend als Dennis of Dennis Dart is een lagevloerbus met een lengte van 12 meter. De bus is gebouwd door de Britse bussenbouwer Alexander Dennis te Falkirk in Schotland op een Dennis Dart SLF-chassis. SLF staat voor Super Low Floor. Deze bussen kwamen in 2001 in dienst bij Arriva in Noord-Nederland. Met hun typische Britse uiterlijk waren het opvallende verschijningen op de weg. In het Verenigd Koninkrijk rijden grote aantallen van dit soort bussen rond, ook bij Arriva.

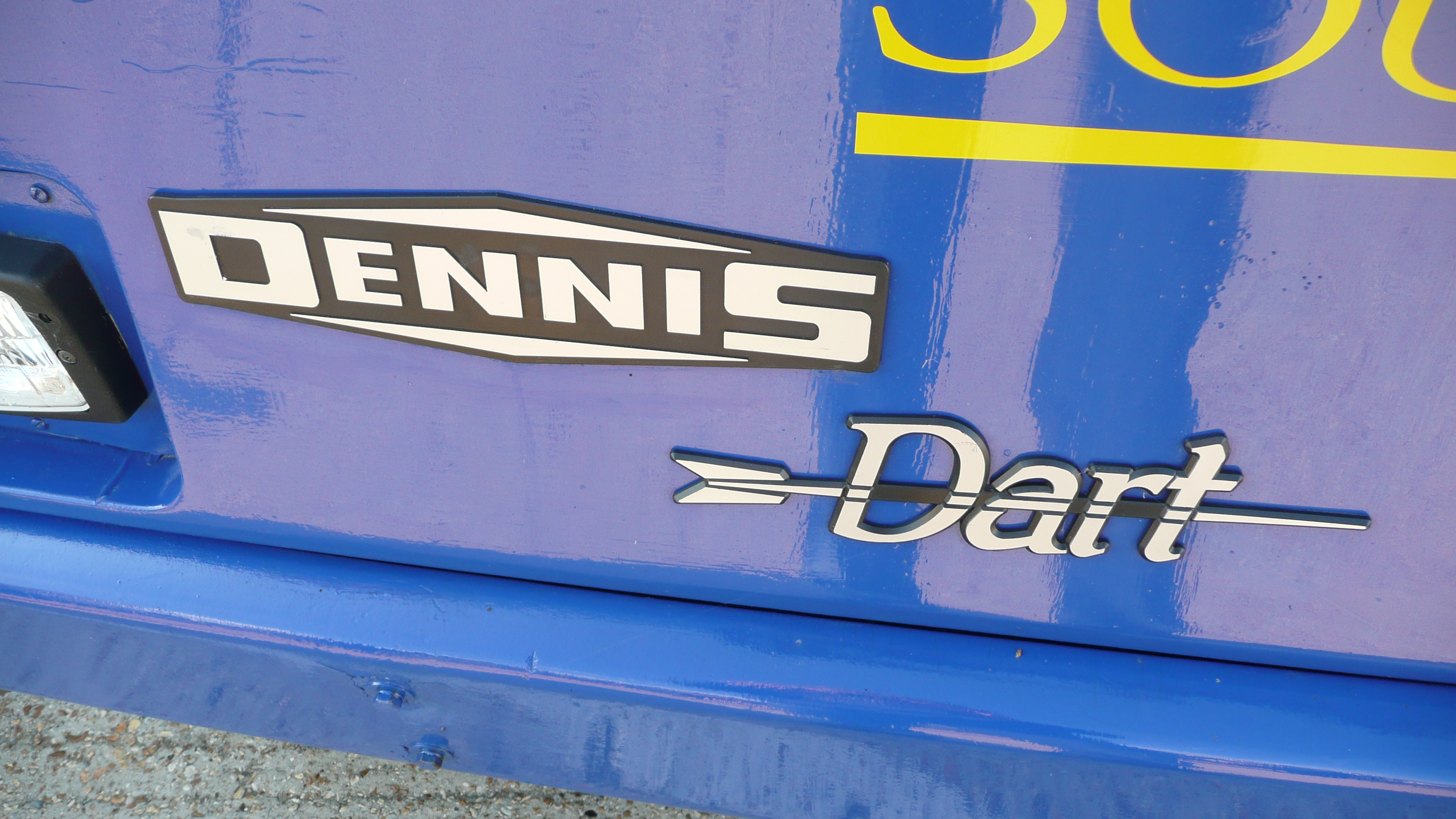
Dennis Dart logo

In Nederland kon men de bussen van Arriva maar matig waarderen; de afwerking was een stuk minder degelijk dan die van bijvoorbeeld de Den Oudsten Alliance of Mercedes Citaro. Het interieur bestaat uit 35 zitplaatsen en vier klapzitjes op het stabalkon (rolstoelplaats). De stoelen zijn vrij hard en niet echt comfortabel, maar desondanks wordt de bus veelvuldig ingezet voor de lange afstand.
De bussen van Arriva moesten binnen zes maanden tijd na de levering tot twee keer toe teruggestuurd worden naar de fabriek wegens grote mankementen. Zo maakte de Cummins-motor te veel lawaai als de bus op snelheid was gekomen, en kregen de bussen te maken met hevig tochtende deuren en lekkages. Nadat deze euvels waren verholpen, bleven grote problemen uit. Deze bussen zijn in Nederland tussen 2008 en 2010 buiten dienst gesteld.